# Герц Наталія Семенівна
Наталія Семенівна Герц (нар. 16 жовтня 1931, Кошельово) — українська майстриня художнього ткацтва; член Спілки художників України з 1968 року. Дружина художника Юрія Герца.

## Біографія
Народилася 16 жовтня 1931 року в селі Кошельовому (тепер Хустський район Закарпатської області, Україна). З 1948 року навчалась у Москві у дитячій, а з 1949 року у середній художній школі на скульптурному відділенні. За два роки через сімейні обставини повернулася додому, де за сприяння закарпатського фольклориста Петра Лінтура вступила на другий курс в Ужгородське училище прикладного мистецтва, де її викладачами були Федір Манайло, Василь Свида.
Після здобуття освіти в 1954 році протягом 1954—1955 років викладала в Ужгородському училищі прикладного мистецтва. 1955 року взяла шлюб з художником Юрієм Герцем.
Впродовж 1955—1957 років працювала інструктором на Хустському промкомбінаті; у 1960–1970 роках — оформлювачем Хустського будинку культури. Була членом КПРС. У Хусті мешкала в будинку на вулиці Горького № 10.
З 1970 по 1986 рік працювала в Ужгороді на Закарпатському художньо-виробничому комбінаті. У кінці 1990-х році через алергію залишила мистецтво.  Живе в Ужгороді в будинку на вулиці Грушевського № 6, квартира 63.

## Творчість
Працювала в галузі декоративного мистецтва (інтарсія, карбування, килимарство). Серед робіт:
- панно «Володимир Ленін» (1957);
- килим «Дзвінка і Довбуш» (1968)

рельєфи
- «Пряля» (1966);
- «Земля, вода і сонце» (1966);
- «Гуцульський танок» (1967);

гобелени
- «Нарциси» (1980);
- «За землю, за волю» (1981);
- «Пісня праці» (1982);
- , «Сад дружби» (1984);
- «Мій край» (1984);
- «Мир» (1985);
- «Сім'я хлібороба» (1985);
- «Річанські колгоспниці» (1986);
- «Мрії» (1987);
- «Просвітителі» (1988);
- «Природа» (1990);
- «Свято» (1991).

Брала участь у обласних виставках з 1952 року, всеукраїнськиї і всесоюзних з 1957 року, зарубіжних з 1968 року.
Окремі роботи зберігаються у Закарпатському художньому музеї.